# Pallacanestro Petrarca 1965-1966
Questa voce raccoglie le informazioni riguardanti la Pallacanestro Petrarca Padova nelle competizioni ufficiali della stagione 1965-1966.

## Rosa
- Roberto Danieletto
- Paolo Fantin
- Emilio Fontana
- Sergio Formenti
- Gianluigi Jessi
- Doug Moe
- Luigi Peroni
- Alberto Pizzati
- Roberto Schiavon
- Giuseppe Stefanelli
- Alberto Toniolo
- Alberto Tonzig
- Francesco Varotto